# Casale Cremasco-Vidolasco
Casale Cremasco-Vidolasco är en kommun i provinsen Cremona i regionen Lombardiet i Italien. Kommunen hade 1 867 invånare (2018).